# Ligne 6 du métro de Santiago
Pour les articles homonymes, voir Ligne 6.
La ligne 6 est une des sept lignes du métro de Santiago, au Chili.
Elle comporte onze stations réparties sur quinze kilomètres.

## Histoire

### Chronologie
- 2012 : lancement des travaux de la ligne
- novembre 2017 : mise en service de la ligne entre Cerrillos à Los Leones
- 2026 : prolongement de Los Leones à Isidora Goyenechea

### Liste des stations
- Cerrillos
- Lo Valledor
- Pdte. Pedro Aguirre Cerda
- Franklin
- Bio-Bío
- Ñuble
- Estadio Nacional
- Ñuñoa
- Inés de Suárez
- Los Leones
- Isidora Goyenechea